# Лэ (морфема)
Морфема лэ (了), также называемая глагольная частица лэ, глагольный модификатор лэ, — морфема в китайском языке, которая при присоединении к глаголу указывает на время действия, его завершённость, реальность и так далее.
Сложности в объяснении того, как и на что на самом деле влияет морфема 了, порождают большой интерес к данной части грамматики китайского языка со стороны лингвистов. Функции, которые выполняет 了, иногда сильно переплетаются с категориями времени, совершенности (перфективности, не путать с перфектностью), модальности. Более того, некоторые лингвисты различают два вида 了: глагольное и предложное.
Как считают многие лингвисты (в их числе Карлота Смит, Бернард Комри, Ли и Томсон, Фан Юйцин) — китайский язык является языком без категории времени, так как у него нет формальных морфологических средств выражения времени осуществления описываемой ситуации.
Хотя абсолютное время может быть выражено с помощью наречий со значением времени:
- 昨天 «вчера»,
- 去年 «прошлый год»,
- 明天 «завтра»
- и другими,

всё же принято считать, что в китайском языке нет грамматических меток или словоизменительных морфем, которые бы сигнализировали о том, где относительно времени речи находится время события. Грамматические пометы, такие как 了, не выражают абсолютного времени, так как использование 了 после глагола не всегда вносит ясность в вопрос о том, в каком времени произошла ситуация:
- 他昨天洗衣服。 — «Он стирал/постирал одежду вчера», то есть описывается прошедшая ситуация, ибо 昨天 явно указывает на прошедшее время;
- 他洗了衣服。 — «Он стирал/постирал/отмыл одежду», то есть описывается ситуация в прошлом, но которая как-то относится к настоящему. Конкретные оттенки смысла остаются предметом спора для лингвистов.
- 墙上挂了一幅画。 — «Картина висит на стене». То есть здесь описывается ситуация в настоящем времени, несмотря на использование 了.
- 妈妈疼爱了他，可他不明白。 — «Мама беспокоится о нём, но он не понимает этого». В этом примере также не идёт речи о прошедшем времени, более того 了 не выступает в роли в так называемого «относительного совершённого», когда 了 отмечает «заботу матери» как предшествующую ситуации «он не понимает».

Если «стирку одежды» в 他昨天洗衣服 возможно толковать только как произошедшую в прошлом из-за явного указания на 昨天 «вчера», то уже в предложении 他洗了衣服 существует множество вариантов перевода в зависимости от контекста:
- Так, если 他洗了衣服 является лишь одной из нескольких основ предложения, то возможны толкования:
  - «К тому времени как он постирает одежду, …случится то-то и то-то…»,
  - «Когда он постирает одежду, произойдут события, которые…»
- Также 他洗了衣服 может быть частью предложения, выражающего условие для наступления будущего события: «Если он постирает одежду, то…».

Другими словами, в то время, когда 昨天 «вчера» явно утверждает, что ситуация, описанная в предложении, находится в прошлом, то наличие 了 ещё не указывает на прошедшее время.

## Гипотезы о сущности 了
Сейчас некоторые лингвисты считают, что 了 наряду с морфемой 过, числительными (吃了一个饭, 睡了三个钟头) и результирующими дополнениями глаголов (完，到，掉 и т. д.) являются показателями совершенности глагола. В то же время 了 не является указателем какого-либо времени, хотя её использование в предложении часто коррелирует с «наличием» прошедшего времени в выражении, но слабая корреляция — это ещё не доказательство причинно-следственной связи.

### Завершённость действия
Чжао Юаньжэнь (赵元任) вместе с Люй Шусян считал, что 了 является меткой «завершённости ситуации или действия».
- (1) 辞了行再动身。— «Взяв отгул, потом уходи».
- (2) 怎么碰了杯子也不喝? — «Почему тронул стакан и не выпил?»

Здесь, согласно Чжао, «взять отпуск» и «дотронуться стакан» являются завершёнными действиями. Но, если 了 есть знак завершённости действия, то как объяснить о использование в предложениях с явным характером будущего времени?
- (3.а) 李四会辞了行再动身。 — «Ли Сы, после того как возьмёт отгул, уедет».
- (3.б) 你可以吃了饭就去。— «Ты можешь идти после того как поешь».

Использование 了 предложениях описывающих будущие ситуации, удовлетворительно объясняется только в случае, когда одно действие должно завершится перед следующим. Например, «Сначала завершится А+了, и только потому наступит Б». Но такое толкование не может объяснить все случаи появления 了 в «будущих» контекстах:
- (4) 等汽车到了站, 他肯定还在睡。 — «Когда автобус приедет на остановку, он наверняка ещё будет спать».

В этом примере «наверняка» указывает на то, что говорящий даёт оценку будущей ситуации. В первой основе предложения описывается мгновенное событие, которое произойдёт после времени речи («Автобус приедет»); во второй грамматической основе с помощью «указателя длительности» — 在 (метка относительного времени) описывается состояние, которое длится во время речи, и дано предсказание, что это состояние ещё продлится в будущем.
Другими словами, состояние сна должно занимать промежуток времени { до приезда автобуса; после приезда автобуса }. Таким образом событие, отмеченное 了, толкуется как пересекающееся во времени с состоянием сна, что противоречит попыткам сторонников Чжао Юаньжэня удержать значение 了 в рамках «метки завершённости действия».
Так же «завершённость» не объясняет, почему 了 нельзя использовать в сослагательном наклонении (ирреалисе), а в будущем времени можно:
- (5.а) 他想去看(*了)电影。 — «Он хочет пойти в кино».
- (5.б) 他准我请(*了)一天假。— «Он разрешил мне взять один день отдыха».

Кроме того против гипотезы «завершённости» говорит и то, что перевод некоторых глаголов, помеченных 了, не имеет ничего общего с завершённым действием. Так, в примере:
- (6) 墙上挂了一幅画。— «Картина висит на стене».

Действие 挂了 не переводится как «повесил» (то есть «завершил процесс вешания»), а наоборот должно читаться в настоящем времени — «висит», а значит действие 挂 ещё не завершено.

### Совершенный вид глагола, указатель цельных действий
Бернард Комри считал, что указывать на завершение ситуации в лучшем случае лишь одно из возможных предназначений 了, но далеко не определяющее его полностью. Используя 了, говорящий рассматривает ситуацию извне и включает в ситуацию все стадии её развития: начало, середину и конец.
- (1) 辞了行再动身。 — «Взяв отгул, потом уходи».
- (7) 吃了饭去上学 。 — «Идти в школу после еды».
- (8) 我刷了牙就睡觉 。 — «После того как я почищу зубы, я пойду спать».

Таким образом действия: «взять отгул» (1), «поесть» (7) и «почистить зубы» (8), должны рассматриваться как цельные-совершенные ситуации, а не «завершённые действия». Говорящий ссылается на цельность данных трёх событий, не выделяя ни одну из их фаз. Другими словами говорящий не пытается выделять ни начало, ни середину, ни конец события.
Например, в предложении «Я брал отгул» (глагол «брать» в несовершенном виде) в действии «брать» подчёркивается средняя фаза развития ситуации, то есть можно говорить о том, что действие «взятия» могло длится какое-то время. В то же время в предложении «Я взял отгул» (глагол «взять» в совершенном виде) подчеркнуть длительность действия «взимания» уже не получается, таким образом вся ситуация «взятия отгула» рассматривается как точечное мгновенное действие без внутренней временной структуры.
Но это отношение к 了, как к указателю на перфективность (совершенную форму глагола), не объясняет почему эту морфему нельзя использовать в будущих контекстах:
(9.а) 他们明天会到达山顶。 — «Они завтра достигнут горной вершины».
(9.б) 他们明天会到达 *了山顶。 — «Они завтра достигнут горной вершины». Знак * указывает на некорректность данного выражения.
В русском языке совершенный вид глагола используется и при разговоре о будущем, например, «Завтра они будут достигать или достигнут вершины». В этом предложении используется как несовершенный так и совершенный вид глагола и между будущим временем и видом глаголов нет конфликта.

### Ограниченность действия
Ли и Томсон относят 了 к показателям совершенного вида. Они предлагают использовать 了 для описания «ограниченного события». Ситуация рассматривается как единое целое, если она ограничена во времени, пространстве и концептуально.
Существует четыре пути ограничения действия. Так действие считается ограниченным, если:
- а. Оно измерено.
- б. Оно очень специфичное и точно описанное.
- в. Глагол естественно ограничен по смыслу
- г. Оно стоит первым в череде событий.

Примерами данных ситуаций могут служить такие предложения:
- а. 他睡了三个钟头 — «Он проспал три часа». Количество сна ограничено по времени 三个钟头 тремя часами.
- б. 他碰到了林惠 — «Он наткнулся на Линь Хуэй». Ситуация встречи ограничена тем фактом, что в предложении есть конкретика (встретились именно с Линь Хуэй, а не с кем-то другим).
- в. 我忘了他的地址 — «Я забыл его адрес».
- г. 我看完了报就睡觉 — «Прочитав газету, я сразу же пойду спать». Действие прочитать предшествует всем остальным по времени.

Ли и Томсон замечают, что естественная ограниченность таких глаголов как 死 «умереть» или 忘 «забывать» является особенностью китайского языка и не является универсальной характеристикой для всех языков. Например, русский глагол «забыть» не включает в себя конечную точку, то есть можно «забывать» нечто, но не «забыть» это полностью. Другими словами в русском языке можно сказать: «Я сейчас забываю», но в китайском языке такая фраза с использованием 忘 невозможна.

### Относительное предшествующее
Ши Цзыцян считает, что 了 — это частица, которая указывает на то, что действие произошло ранее, но «ранее» не значит, что действие произошло в прошлом. Здесь «ранее» нужно рассматривать как «относительное» некоторой точки на временной шкале в данном предложении. Так, действие может происходить ранее какой-либо точки отчёта, а сама эта точка может, например, быть в будущем.
- 他写了一封信。— «Он написал письмо». Глагольное 了 указывает, что "написание началось до времени речи).

- 他吃肉了。 — «Он начал есть мясо». Предложное 了 указывает, что приём пищи начался до и будет продолжаться после времени речи).

Ши полагает, что есть только одна частица 了 (то есть вербальное 了 и предложное 了 суть одно), которая выполняет сразу несколько грамматических функций. Если 了 стоит перед глаголом, то это указатель на совершенный вид глагола, если же 了 стоит в конце предложения, то это уже указатель зачинательности или указатель на то, что ситуация, описанная в предложении, началась. Согласно Ши, категории перфектности и зачинательности на самом деле не являются примитивными аспектами в лингвистики; эти аспекты можно разобрать на ещё более примитивные составляющие: ограниченность ситуации и её состояние «относительного предшествования».
Так перфективность (совершенный вид глагола) является результатом того, что ограниченная ситуация рассматривается как относительно предшествующая, а зачинательность получается при рассмотрении предшествующего события как неограниченного. Таким образом Ши считает, что есть только одно 了, которое выражает предшествование действия, которое в свою очередь ограничено или неограниченно по времени.
Развивая точку зрения Ши Цзыцяна, некоторые авторы полагают, что 了 как указатель предстояния как ограниченного, так и неограниченного действия эквивалентен по смыслу указателю на действительность действия.

### Действительность действия

#### Мнение Ричарда Сяо и Тони Макэнери
Ричард Сяо и Тони Макэнери рассматривают 了 в ряду других морфем, которые в китайском языке указывают на совершенный вид глагола. Так, авторы указывают, что в китайском языке существует четыре перфективных указателя:
1. 了 как указатель так называемого настоящего вида глагола: 我看了 — «Я действительно видел и это не выдумка или мои мечты, или пожелания»[10].
2. 过 как указатель того, что в результате действия был получен некий опыт: 我看过 — «Я повидал (нечто)…» или «Я имел опыт наблюдения»[11].
3. Удвоение глаголов по формуле V+V как указатель так называемого делимитативного или ограничительного вида: 我看看 — «Я посмотрел»[12].
4. Результирующие глагольные дополнения как указатель завершённого вид глагола: 我看到 или 我看见 — «Я увидел»[13].

Авторы указывают, что морфема 了, маркируя принадлежность стоящего перед ней глагола настоящему миру (а не миру грёз, привычек, предположений и так далее) не несёт в себе обязательного указателя на прошедшее время, хотя фактические действия (действия, которые являются фактами наблюдаемого мира), часто, но не всегда, нужно трактовать как произошедшие в прошлом.
Выше описанную точку зрения, только в части того, что частица 了 является перфективной морфемой, критикуется лингвистом Тао Мин. Он замечает, что довольно часто в китайском языке встречаются предложения, где глагол модифицируют одновременно и 起来 и 了. В этом случае по классификации Ричарда Сяо и Тони Макэнери совершенно не понятно, какой перевод выбрать для подобных предложений:
- 天气热起来了。— «Погода теплеет \ потеплела \ начинает теплеть».

ведь согласно их гипотезе 起来 относится к указателям несовершенного вида глагола, а 了 — указатель на совершенный вид. Это вызывает парадокс, когда один и тот же глагол должен считаться перфективным и имперфективным одновременно.

#### Мнение Лю Сюньнин
Ещё один лингвист, Лю Сюньнин, пишет: «Частица 了 выражает действие или характеристику, которая стала фактом. С грамматической точки зрения суффикс 了 после глагола или другого слова указывает, что значение этого слова стало фактом. Таким образом 了 — это частица, отмечающая сущий вид (экзистенциальный аспект)». Например:
- 41) 这本书我读了三天。— «Я читал книгу в течение трёх дней».
- 42) 我是做了一次。— «Я пытался сделать это единожды».

Согласно Лю, предложение 41) указывает на то, что действие 读 «чтения» осуществлено, другими словами ситуация, в которой книга находится в состоянии «прочтения», реализована или стала реальностью. То же самое верно для предложения 42), где действие 做 «делания» так же осуществлено (стало фактом).
Кроме того, Лю, критикуя трактовку 了 как маркера завершённости и/или совершенности, замечает, что по смыслу глаголы отмеченные 完 «завершить» не равнозначны тем, что отмечены 了. Это Другими словами V了 ≠ V完. Эту разницу можно увидеть в примерах:
- 1.a. 吃了才觉着有点儿香味。— "Ел и только потом понял, что было вкусно.
- 1.b. 吃完才觉着有点儿香味。— «Закончил есть и только тогда понял, что было вкусно».
- 2.a. 好容易当了兵。— «Легко стать солдатом».
- 2.b. 好容易当完兵。— «Легко уволиться со службы». или «(Это) легко — прекратить быть солдатом». То есть жизнь солдата тяжела, поэтому легко принять решение уволится.
- 3.a.有什么问题去了再说。— «Отложи (свои) вопросы до того как побываешь там».
- 3.b.有什么问题去完再说。— «Отложи (свои) вопросы до того как вернёшься».
- 4.a.忙了我就来找你。— «(Если я) занят, то сразу найду тебя».
- 4.b.忙 完 我 就 来 找 你 — «Я найду тебя после того завершу дела».

Таким образом взгляд на 了 как на маркёр «реализации или осуществления» (но никак на маркер «завершения или перфектности действия») позволяет легко переводить предложения, которые в рамках подхода Чжао «завершённость действия» объяснялись с трудом, ибо во всех приведённых ниже примерах создаётся впечатление, что описанные состояния продолжаются до сих пор и совсем не «собираются завершаться».
- 32) 她哭了。— «Она (действительно) плачет».
- 33) 她笑了。— «Она улыбается (и это факт)».
- 34) 人老了。— «Человек постарел» или «Человек (теперь) стар». Другими словами, состояние «старости» сейчас реализовалось.
- 35) 皱纹多了。— «(У меня) стало больше морщин» или «(Мои) морщины растут в количестве».
- 39) 张三胖了。— «Чжан Сань потолстел».
- 40) 酒瓶空了。— «Бутылка вина опустела».

Следует заметить, что без 了 предложение 她哭 читается как то, что плач для неё это уже обыденность — «Она (обычно) плачет». Таким образом в предложениях 41) и 42) ситуации осуществлены и завершены, но в 32)-35) и 39)-40) ситуации продолжают существовать и быть незавершёнными.
С другой стороны этот подход не может удовлетворительно объяснить предложения 25) и 26), в которых ситуация описываемая глаголами с 了 до сих пор не осуществлена, а является требованиями (необходимым условием) для осуществления ситуации описанной вторым глаголом.
- 25) 你吃了饭再去。— «Уходи после того как поешь».
- 26) 你做完了功课, 我才让你去玩。— «Я разрешу тебе пойти поиграть, только если ты завершишь свою домашнюю работу».

Так «сделать домашнюю работу» является условием для «пойти играть», а «поесть» является условием для последующего «ухода».

#### Мнение Жун Синь
Также лингвист Жун Синь заметила, что без 了 предложения часто передают обыденное действие, как в примере ниже:
- 他(星期天)洗衣服。— «Он стирает одежду (по воскресеньям)».

То же предложение с морфемой 了 показывает ситуацию, которая произошла на самом деле:
- 他洗了衣服。— «Он стирал/постирал одежду».

#### Мнение Чонси Чу
Чу считает, что некоторые предложения без 了 несут в себе некий императив или пожелание:
- 你看这本书, 我看那本。— «Ты читаешь эту книгу, я — ту».

Здесь передаётся смысл того:
- «мы можем на самом деле в будущем прочитать, но пока не прочитали»
- «мы можем попытаться почитать, но пока не пытались»
- «нам бы стоило почитать, но пока мы не читали»
- «так как мы до сих пор не читали, то мы можем и вовсе передумать это делать»,

Так же в этом предложении нет никаких указателей на то, дочитаем ли мы книги до конца, если всё же факт чтения состоится. Другими словами глагол 看(читать) без 了(модификатор реальности) передаёт множество оттенков действия, кроме одного — действие до сих пор не произошло-происходит-произойдёт на самом деле.
Согласно Чу, предложение 你看这本书, 我看那。лишь указывает на возможность осуществления действия или возможность достижения результата. Следует чётко понимать, что данное предложение не указывает на время осуществления данной гипотетической возможности. Если использовать более литературный перевод, то данное предложение следовало бы перевести с помощью слабого повелительного наклонения:
- 你看这本书, 我看那本。— «Нам следует прочитать эти две книги».

Таким образом, частица 了 играет ключевую роль в том, является ли действие или результат действия фактически достигнутыми в прошлом, настоящем или будущем.